# Замок Росс
Замок Росс (ирл. Caisleán an Rois) — расположен около города Килларни в графстве Керри, Ирландия. Является родовым гнездом клана О’Донахью, однако более известен тем, что принадлежал семейству Браунов. Замок стоит на берегу озера Лох-Лейн рядом в Национальном парке Килларни.
Замок Росс построен в конце XV века местным правящим кланом О’Донахью, после чего сооружение неоднократно переходило из рук в руки во время Десмондского восстания 1580 года. В итоге, замок взял в аренду сэр Валентин Браун, граф Кенмара. Во время войны с англичанами, которых возглавлял Оливер Кромвель, Росс пал одним из последних. Однако, бывшие арендаторы вернули себе здание, сумев доказать, что их наследник был слишком молод для участия в восстании.
В середине XVII века, за присоединение Браунов к одной из враждующих британских сторон — к Якову II, арендаторы были снова изгнаны из Росса. В освободившихся помещениях были устроены солдатские казармы, просуществовавшие здесь до начала XIX века. Благодаря своей истории замок Росс стал символом борьбы ирландцев за независимость.
Замок является типичным сооружением ирландских вождей эпохи средневековья. Толстые стены с круглыми угловыми башнями и массивная башня по центру.
Существует легенда, в которой говорится о том, что глава клана О’Донахью был «высосан» неизвестной силой из окна своей комнаты вместе со всей мебелью, книгами и лошадью. Он пролетел некоторое расстояние и утонул в озере около замка. Считается, что О’Донахью живёт в большом дворце на дне озера и внимательно следит за всем, что происходит на поверхности.